# Pruszcz (gemeente)
De gemeente Pruszcz is een landgemeente in het Poolse woiwodschap Koejavië-Pommeren, in powiat Świecki.
De zetel van de gemeente is in Pruszcz.
Op 30 juni 2004 telde de gemeente 9272 inwoners.

## Oppervlakte gegevens
In 2002 bedroeg de totale oppervlakte van gemeente Pruszcz 141,96 km², waarvan:
- agrarisch gebied: 87%
- bossen: 3%

De gemeente beslaat 9,64% van de totale oppervlakte van de powiat.

## Demografie
Stand op 30 juni 2004:
| Omschrijving                   | Totaal | Totaal | Vrouwen | Vrouwen | Mannen | Mannen |
| ------------------------------ | ------ | ------ | ------- | ------- | ------ | ------ |
| eenheid                        | aantal | %      | aantal  | %       | aantal | %      |
| inwoners                       | 9272   | 100    | 4800    | 51,8    | 4472   | 48,2   |
| bevolkingsdichtheid (inw./km²) | 65,3   | 65,3   | 33,8    | 33,8    | 31,5   | 31,5   |

In 2002 bedroeg het gemiddelde inkomen per inwoner 1389,79 zł.

## Administratieve plaatsen (sołectwo)
Bagniewko, Brzeźno, Cieleszyn, Gołuszyce, Grabówko, Luszkówko, Łaszewo, Łowin, Łowinek, Małociechowo, Mirowice, Niewieścin, Parlin, Pruszcz, Rudki, Serock, Topolno, Wałdowo, Zawada, Zbrachlin.

## Aangrenzende gemeenten
Bukowiec, Chełmno, Dobrcz, Koronowo, Świecie, Świekatowo, Unisław

## Partnergemeente
- Zevenaar (Nederland)